# Flemming Ahlberg
Flemming Ahlberg (ur. 23 grudnia 1946 w Jægersborgu) – duński piłkarz występujący na pozycji obrońcy.

## Kariera klubowa
Ahlberg karierę rozpoczynał w amatorskim zespole Skovshoved IF. W 1967 roku został graczem pierwszoligowego BK Frem. W sezonach 1967 oraz 1976 wywalczył z nim wicemistrzostwo Danii, a w sezonie 1978 Puchar Danii. W 1976 roku został też uznany piłkarzem roku w Danii. W 1980 roku odszedł do innego pierwszoligowca, B 1903. W sezonie 1983 spadł z nim do drugiej ligi, ale w kolejnym awansował z nim z powrotem do pierwszej. W 1985 roku zakończył karierę.

## Kariera reprezentacyjna
W reprezentacji Danii Ahlberg zadebiutował 21 maja 1972 w wygranym 3:2 meczu eliminacji Letnich Igrzysk Olimpijskich z Rumunią. W tym samym roku został powołany do kadry na te igrzyska, które Dania zakończyła na drugiej rundzie. W latach 1972–1978 w drużynie narodowej rozegrał 30 spotkań.